# Adam Beránek
Adam Beránek (* 14. ledna 1991) je český fotbalový obránce, který v současné době hraje za český klub FK Varnsdorf.

## Klubová kariéra
Adam Beránek je odchovanec Plzně. 14. března 2012 debutoval v A-mužstvu FC Viktoria Plzeň v zápase Poháru České pošty, šlo o odvetné střetnutí osmifinále proti FK Mladá Boleslav, které skončilo prohrou Plzně 0:2 (což znamenalo vyřazení z pohárové soutěže). Beránek odehrál kompletní utkání. V létě 2012 odešel na půlroční hostování do FK Čáslav, pro jarní část sezóny 2012/13 se vrátil zpět do Plzně.
23. března 2013 v dohrávaném 4. kole Poháru České pošty dostal příležitost v základní sestavě v domácím odvetném zápase proti Hradci Králové, který skončil vítězstvím Viktorie 1:0. Ve 34. minutě Beránek odcentroval do vápna, kde míč dopravil do sítě Roman Adamov. Plzeň postoupila po tomto výsledku a dřívější porážce 1:2 venku do čtvrtfinále.